# Helsinki Seagulls
Helsinki Seagulls is een Finse basketbalclub uit Helsinki opgericht in 2013 die speelt in de Korisliiga. Ze werden in 2023 voor het eerst in hun geschiedenis landskampioen van Finland.

## Geschiedenis
Helsinki Seagulls werd opgericht in 2013 na het verdwijnen van Torpan Pojat en nam zijn licentie en deel van de spelers over in de Finse tweede klasse. Ze werden meteen in hun eerste seizoen kampioen in de Finse tweede klasse en promoveerde naar de Korisliiga. Ze eindigde in hun eerste seizoen op het hoogste niveau als achtste na de reguliere competitie en kwalificeerde zich daarmee voor de play-offs waarin ze in de kwartfinale onderuit gingen met 3-0 tegen Kotkan Työväen Palloilijat. In het seizoen 2015/16 werd de club zevende in het reguliere seizoen en won in de play-offs van Kauhajoki Karhu Basket in de kwartfinale. In de halve finale werd er verloren van Tampereen Pyrintö ook de wedstrijd voor de derde plaats werd verloren van BC Nokia.
In het seizoen 2016/17 werd de club derde in het reguliere seizoen en wonnen ze in de play-offs van Kouvot in de eerste ronde. In de halve finale werd er verloren van Kataja Basket met 4-1. De wedstrijd om de derde plaats werd gewonnen van Kauhajoki Karhu Basket. In het seizoen 2017/18 eindigde de club als vierde in het reguliere seizoen en won in de eerste ronde van de play-offs van Kouvot. In de halve finale werd er verloren van Salon Vilpas met 4-0, de wedstrijd om de derde plaats werd gewonnen van BC Nokia. In het daaropvolgende seizoen eindigde de club als zevende in het reguliere seizoen en verloren in de eerste ronde van Kauhajoki Karhu Basket.
In het seizoen stonden ze tweede in de stand toen de competitie werd stopgezet door de coronacrisis. In het seizoen 2020/21 eindigde de club als eerste in het reguliere seizoen om daarna te winnen van Kobrat in de kwartfinale van de play-offs. In de halve finale werd er verloren van Salon Vilpas. In het seizoen 2021/22 slaagde ze er opnieuw in om zich te kwalificeren voor de play-offs. Na winst tegen KTP-Basket werd er verloren van Karhu Basket maar de wedstrijd voor de derde plaats werd gewonnen van Kataja BC. In het seizoen 2022/23 eindigde de Seagulls als tweede in de reguliere competitie. Na winsten tegen BC Nokia en Kataja BC werd er in de finale gewonnen van Kauhajoki Karhu Basket met 4-2 en werden de Seagulls voor de eerste keer kampioen van Finland.

## Erelijst
- Fins landskampioen: 2023, 2025
  - Tweede: 2020
  - Derde: 2017, 2018, 2021, 2022

- Finse basketbalbeker: 2020, 2021, 2022, 2024
  - Finalist: 2023

## Coach
| Jaar      | Coach        |
| --------- | ------------ |
| 2013-2019 | Mikko Larkas |
| 2019-     | Jussi Laakso |

## Bekende (oud-)spelers
| - Okko Järvi - Max Besselink - Shavon Coleman |